# Кубок Наследного принца Катара 2001
Кубок Наследного принца Катара 2001 года — 7-й розыгрыш Кубка Наследного принца Катара, проходивший с 26 апреля по 4 мая. В соревновании приняли участие 4 лучшие команды Катара по итогам Лиги звёзд Катара 2000/2001.

## Участники
- Аль-Вакра : чемпион Лиги звёзд Катара 2000/2001
- Аль-Араби : 2-е место в Лиге звёзд Катара 2000/2001
- Аль-Таавун : 3-е место в Лиге звёзд Катара 2000/2001
- Эр-Райян : 4-е место в Лиге звёзд Катара 2000/2001

## Детали матчей

### 1/2 финала
| Аль-Вакра | 1 – 7 | Эр-Райян |
| --------- | ----- | -------- |
|           |       |          |

| Аль-Араби | 1 – 0 | Аль-Таавун |
| --------- | ----- | ---------- |
|           |       |            |

| Эр-Райян | 1 – 1 | Аль-Вакра |
| -------- | ----- | --------- |
|          |       |           |

| Аль-Таавун | 0 – 0 | Аль-Араби |
| ---------- | ----- | --------- |
|            |       |           |

### Финал
| Эр-Райян | 5 – 0 | Аль-Араби |
| -------- | ----- | --------- |
|          |       |           |

| Кубок Наследного принца Катара Победитель 2001 |
| ---------------------------------------------- |
| Эр-Райян 3-й титул                             |